# Александар Борисављевић
Александар С. Борисављевић (Топчидер, 19. јануар 1858 — 13. октобар 1913) био је српски економиста и политичар.

## Биографија
Завршио је Правни факултет у Београду и школовао се у Немачкој и Француској. Прво је био у дипломатској служби, а затим пуних 20 година (1893—1913) предавао науку о финансијама и статистику на Правном факултету у Београду, а био је у декан Правног факултета од 1899 до 1903. године. Краће време био је министар финансија 1903. године. Заговарао је класична финансијска начела - усклађеност пореза са економском снагом народа и уравнотеженост буџета.

## Дела
- О банкама, њиховим операцијама и њиховој политици (1887),
- О финансијској политици : приступно предавање из науке о финансијама (1893)
- Наука о финансијама